# SAI KZ IV
Die SAI KZ IV war ein Sanitätsflugzeug, das während der deutschen Besatzung in Dänemark im Zweiten Weltkrieg von der Skandinavisk Aero Industri gebaut wurde.
Die KZ IV war ein zweimotoriger Tiefdecker, der in Holzbauweise gebaut wurde. Zudem besaß sie zwei Seitenruder und ein festes Spornradfahrwerk.
Angetrieben wurde sie von zwei Gipsy Major X-Motoren mit jeweils 107 kW (145 PS), die sich in Gondeln an den Flügeln befanden. Das Flugzeug konnte mit einer Besatzung von zwei Personen zwei Kranke auf Tragbahren und zwei Begleiter transportieren.
Insgesamt wurden nur zwei Stück gebaut, die erste, mit dem Luftfahrzeugkennzeichen OY-DIZ im Jahre 1944, und die zweite, mit dem Kennzeichen OY-DZU nach dem Krieg im Jahre 1949. Die erste Maschine wurde nach einem Unfall schwer beschädigt und 13 Jahre lang in den Originalzustand restauriert und befindet sich heute in der Dansk Veteranflysamling, nachdem sie eine lange Karriere als Mehrzweckflugzeug in England hatte. Sie ist immer noch in flugbereitem Zustand. Die zweite Maschine befindet sich derzeit im Dänischen Technikmuseum in Helsingør.

## Technische Daten
| Kenngröße             | Daten                                 |
| --------------------- | ------------------------------------- |
| Besatzung             | 2                                     |
| Passagiere            | 2 Patienten auf Tragen + 2 Betreuer   |
| Länge                 | 9,80 m                                |
| Spannweite            | 16,00 m                               |
| Flügelfläche          | 29,00 m²                              |
| Leermasse             | 1378 kg                               |
| max. Startmasse       | 2100 kg                               |
| Reisegeschwindigkeit  | 180 km/h                              |
| Landegeschwindigkeit  | 68 km/h                               |
| Höchstgeschwindigkeit | 215 km/h                              |
| Reichweite            | 2510 km                               |
| Dienstgipfelhöhe      | 4500 m                                |
| Triebwerke            | 2 × Gipsy Major X mit 107 kW (145 PS) |